# Ischionodonta spinicornis
Ischionodonta spinicornis är en skalbaggsart som först beskrevs av Dmytro Zajciw 1970.  Ischionodonta spinicornis ingår i släktet Ischionodonta och familjen långhorningar. Inga underarter finns listade i Catalogue of Life.